# Croton fishlockii
Espèce
Croton fishlockii est une espèce de plantes à fleurs du genre Croton et de la famille des Euphorbiaceae, présente aux îles Leeward (îles Vierges, îles Vierges britanniques) .